# Men of the Desert

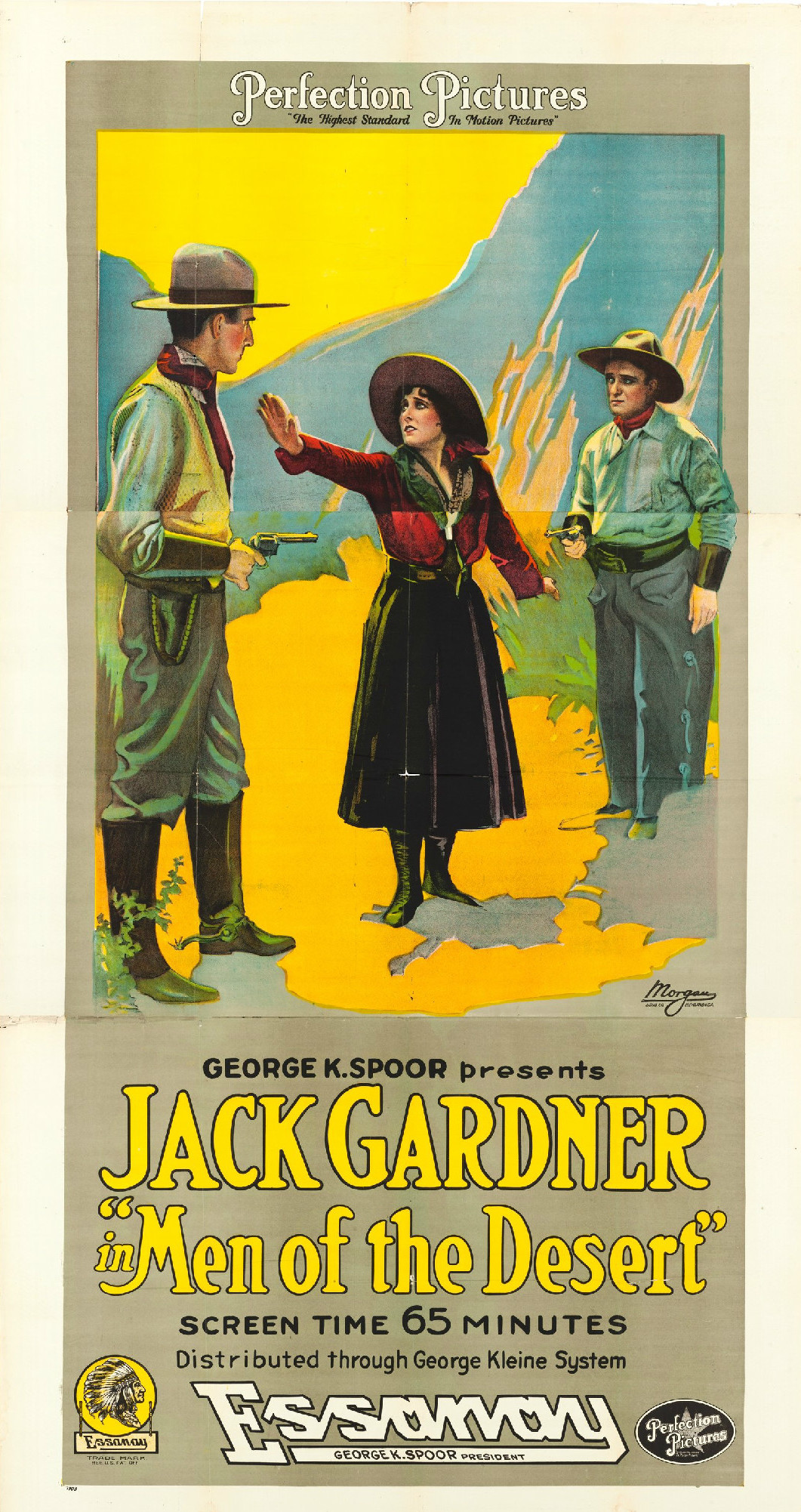

Men of the Desert è un film muto del 1917 diretto da W. S. Van Dyke e prodotto dalla Essanay di Chicago.

## Trama
Arrivato in una cittadina dilaniata dalla guerra tra allevatori di bovini e pastori, Jack - un cowboy errabondo - rimprovera lo sceriffo di non riuscire a controllare il paese. L'uomo di legge, allora, sfida il nuovo arrivato a fare meglio di lui e, strappandosi la stella dal petto, la consegna al cowboy. Jack accetta la sfida e, per prima cosa, arresta uno degli allevatori, colpevole di aver ucciso un pastore. I compagni dell'arrestato non digeriscono la cosa e attaccano la prigione. Nello scontro che ne segue, Jack resta gravemente ferito. Viene salvato da May, la figlia di un allevatore, che - trovatolo mezzo morto - se lo porta via e lo nasconde, accudendolo e curandolo. Ma i cowboy, guidati da Mason, scoprono il nascondiglio e partono all'attacco. May, allora, cavalca disperatamente nel deserto alla ricerca di un aiuto: riesce ad avvisare i pastori che giungono in tempo per salvare Jack. Sul campo di battaglia verranno celebrate le nozze tra May e Jack e la loro unione ricomporrà la faida, portando finalmente pace e ordine in città.

## Produzione
Il film fu prodotto dalla Essanay Film Manufacturing Company.

## Distribuzione
Il copyright venne registrato il 14 settembre 1917 con il titolo The Men of the Desert. Distribuito dalla K-E-S-E Service, il film uscì nelle sale cinematografiche USA il 24 settembre 1917. Nel 1919, ne venne fatta una riedizione che fu distribuita dalla Victor Kremer Film Features .